# Campeonato Mundial de Patinação Artística no Gelo de 2012
O Campeonato Mundial de Patinação Artística no Gelo de 2012 foi a centésima segunda edição do Campeonato Mundial de Patinação Artística no Gelo, um evento anual de patinação artística no gelo organizado pela União Internacional de Patinação (em inglês:  International Skating Union) onde os patinadores artísticos competem pelo título de campeão mundial. A competição foi disputada entre os dias 26 de março e 1 de abril, na cidade de Nice, França.

## Eventos
- Individual masculino
- Individual feminino
- Duplas
- Dança no gelo

## Medalhistas
| Evento                        | Ouro                                         | Prata                                        | Bronze                                      |
| Individual masculino detalhes | Patrick Chan · Canadá                        | Daisuke Takahashi · Japão                    | Yuzuru Hanyu · Japão                        |
| Individual feminino detalhes  | Carolina Kostner · Itália                    | Alena Leonova · Rússia                       | Akiko Suzuki · Japão                        |
| Duplas detalhes               | Aliona Savchenko · Robin Szolkowy · Alemanha | Tatiana Volosozhar · Maxim Trankov · Rússia  | Narumi Takahashi · Mervin Tran · Japão      |
| Dança no gelo detalhes        | Tessa Virtue · Scott Moir · Canadá           | Meryl Davis · Charlie White · Estados Unidos | Nathalie Péchalat · Fabian Bourzat · França |

## Calendário e Horários
Eventos no horário de Nice (UTC+02:00):
- Segunda-feira, 26 de março
  - 14:30–16:45 – Rodada preliminar: Duplas
  - 17:15–21:15 – Rodada preliminar: Dança
- Terça-feira, 27 de março
  - 10:30–16:00 – Rodada preliminar: Feminino
  - 17:00–22:15 – Rodada preliminar: Masculino
- Quarta-feira, 28 de março
  - 13:00–16:20 – Programa curto: Duplas
  - 18:40–22:30 – Dança curta: Dança
- Quinta-feira, 29 de março
  - 12:30–16:55 – Programa curto: Feminino
  - 19:00–22:20 – Dança livre: Dança
- Sexta-feira, 30 de março
  - 12:30–16:55 – Programa curto: Masculino
  - 19:30–22:25 – Programa longo: Duplas
- Sábado, 31 de março
  - 12:55–17:00 – Programa longo: Masculino
  - 18:30–22:25 – Programa longo: Feminino
- Domingo, 1 de abril
  - 14:15–16:45 – Exibição de gala

## Resultados

### Individual masculino

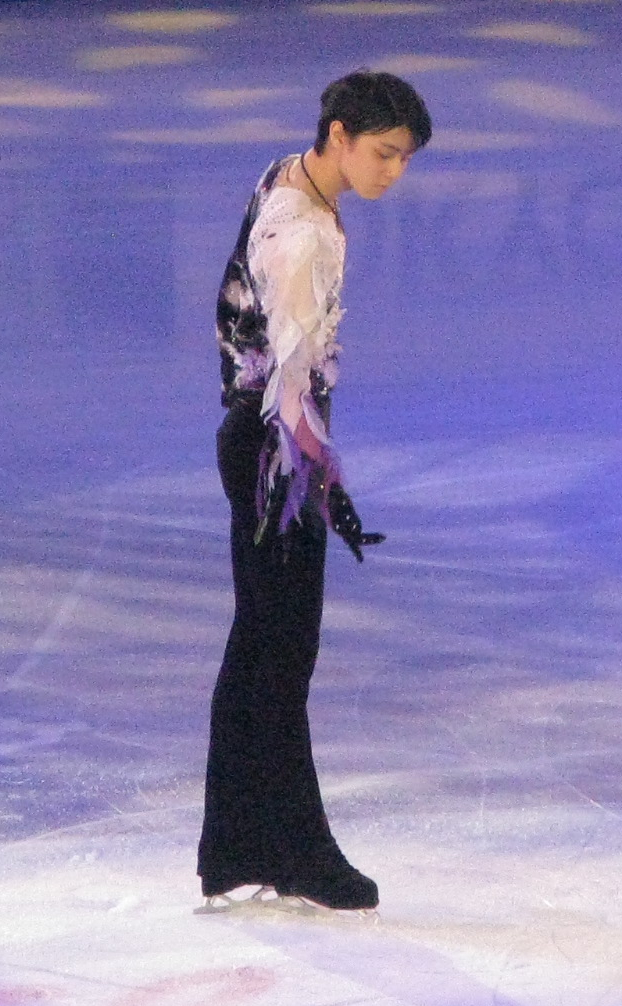
Yuzuru Hanyu.

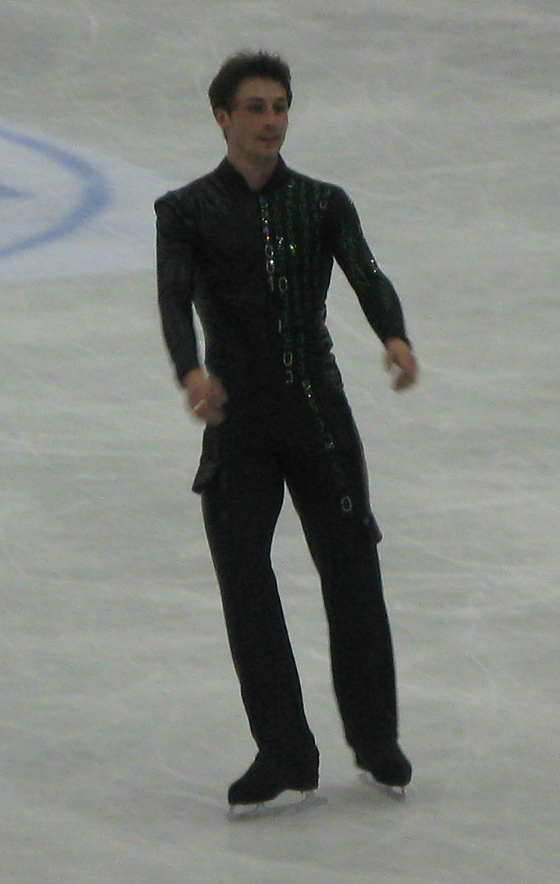
Brian Joubert.

| Pos.                                                  | Nome                  | Nacionalidade        | Pontos | RP          | PC         | PL          |
| ----------------------------------------------------- | --------------------- | -------------------- | ------ | ----------- | ---------- | ----------- |
| Medalha de ouro                                       | Patrick Chan          | Canadá               | 266.11 | —           | 89.41 (1)  | 176.70 (1)  |
| Medalha de prata                                      | Daisuke Takahashi     | Japão                | 259.66 | —           | 85.72 (3)  | 173.94 (3)  |
| Medalha de bronze                                     | Yuzuru Hanyu          | Japão                | 251.06 | —           | 77.07 (7)  | 173.99 (2)  |
| 4                                                     | Brian Joubert         | França               | 244.58 | —           | 83.47 (4)  | 161.11 (5)  |
| 5                                                     | Florent Amodio        | França               | 243.03 | —           | 79.96 (6)  | 163.07 (4)  |
| 6                                                     | Michal Březina        | República Tcheca     | 239.55 | —           | 87.67 (2)  | 151.88 (7)  |
| 7                                                     | Denis Ten             | Cazaquistão          | 229.70 | —           | 76.00 (8)  | 153.70 (6)  |
| 8                                                     | Jeremy Abbott         | Estados Unidos       | 226.19 | —           | 74.85 (9)  | 151.34 (8)  |
| 9                                                     | Javier Fernández      | Espanha              | 225.87 | —           | 81.87 (5)  | 144.00 (14) |
| 10                                                    | Samuel Contesti       | Itália               | 224.89 | —           | 73.55 (11) | 151.34 (9)  |
| 11                                                    | Takahiko Kozuka       | Japão                | 218.63 | —           | 71.78 (13) | 146.85 (11) |
| 12                                                    | Kevin Reynolds        | Canadá               | 217.20 | —           | 72.95 (12) | 144.25 (13) |
| 13                                                    | Adam Rippon           | Estados Unidos       | 216.63 | —           | 73.55 (10) | 143.08 (16) |
| 14                                                    | Song Nan              | China                | 216.33 | 130.75 (1)  | 69.58 (15) | 146.75 (12) |
| 15                                                    | Kevin van der Perren  | Bélgica              | 214.04 | —           | 66.38 (18) | 147.66 (10) |
| 16                                                    | Tomáš Verner          | República Tcheca     | 210.66 | —           | 70.38 (14) | 140.28 (17) |
| 17                                                    | Sergei Voronov        | Rússia               | 210.04 | 128.47 (2)  | 66.81 (17) | 143.23 (15) |
| 18                                                    | Artur Gachinski       | Rússia               | 205.06 | —           | 68.50 (16) | 136.56 (18) |
| 19                                                    | Misha Ge              | Uzbequistão          | 186.41 | 124.41 (4)  | 65.29 (19) | 121.12 (23) |
| 20                                                    | Peter Liebers         | Alemanha             | 184.13 | —           | 58.21 (23) | 125.92 (19) |
| 21                                                    | Christopher Caluza    | Filipinas            | 184.10 | 112.08 (8)  | 61.87 (20) | 122.23 (20) |
| 22                                                    | Viktor Pfeifer        | Áustria              | 182.54 | 120.48 (6)  | 60.61 (21) | 121.93 (21) |
| 23                                                    | Kim Lucine            | Mônaco               | 181.37 | 122.58 (5)  | 59.93 (22) | 121.44 (22) |
| 24                                                    | Javier Raya           | Espanha              | 167.48 | 111.66 (9)  | 57.22 (24) | 110.26 (24) |
| Não avançaram para a patinação livre / programa longo |                       |                      |        |             |            |             |
| 25                                                    | Maciej Cieplucha      | Polônia              | FNR    | 126.50 (3)  | 57.18 (25) |             |
| 26                                                    | Alexander Majorov     | Suécia               | FNR    | 115.78 (7)  | 56.57 (26) |             |
| 27                                                    | Min-Seok Kim          | Coreia do Sul        | FNR    | 110.24 (11) | 55.41 (27) |             |
| 28                                                    | Dmitri Ignatenko      | Ucrânia              | FNR    | —           | 52.93 (28) |             |
| 29                                                    | Alexei Bychenko       | Israel               | FNR    | 108.51 (12) | 52.76 (29) |             |
| 30                                                    | Justus Strid          | Dinamarca            | FNR    | 110.45 (10) | 50.55 (30) |             |
| Não avançaram para o programa curto                   |                       |                      |        |             |            |             |
| 31                                                    | Ari-Pekka Nurmenkari  | Finlândia            | —      | 100.16 (13) |            |             |
| 32                                                    | Zoltán Kelemen        | Romênia              | —      | 97.75 (14)  |            |             |
| 33                                                    | Brendan Kerry         | Austrália            | —      | 95.40 (15)  |            |             |
| 34                                                    | Laurent Alvarez       | Suíça                | —      | 93.24 (16)  |            |             |
| 35                                                    | Damjan Ostojič        | Bósnia e Herzegovina | —      | 93.11 (17)  |            |             |
| 36                                                    | Slavik Hayrapetyan    | Armênia              | —      | 92.84 (18)  |            |             |
| 37                                                    | Luke Chilcott         | Reino Unido          | —      | 91.92 (19)  |            |             |
| 38                                                    | Jordan Ju             | Taipé Chinesa        | —      | 89.56 (20)  |            |             |
| 39                                                    | Márton Markó          | Hungria              | —      | 86.08 (21)  |            |             |
| 40                                                    | Ali Demirboga         | Turquia              | —      | 84.34 (22)  |            |             |
| 41                                                    | Vitali Luchanok       | Bielorrússia         | —      | 83.97 (23)  |            |             |
| 42                                                    | Saulius Ambrulevičius | Lituânia             | —      | 82.40 (24)  |            |             |
| 43                                                    | Taras Rajec           | Eslováquia           | —      | 81.81 (25)  |            |             |
| 44                                                    | Manol Atanassov       | Bulgária             | —      | 79.14 (26)  |            |             |
| 45                                                    | Harry Hau Yin Lee     | Hong Kong            | —      | 66.56 (27)  |            |             |
| WD                                                    | Kevin Alves           | Brasil               | —      | — (WD)      |            |             |

### Individual feminino

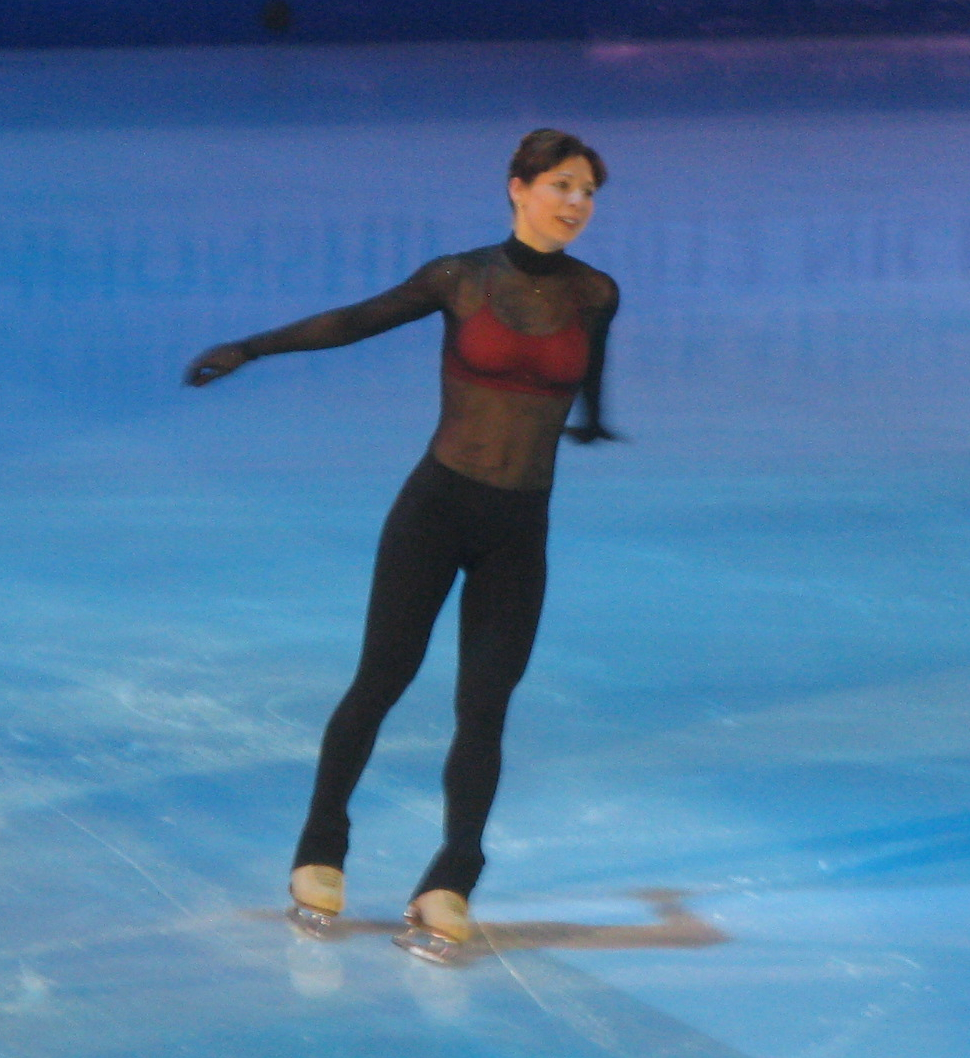
Alena Leonova.

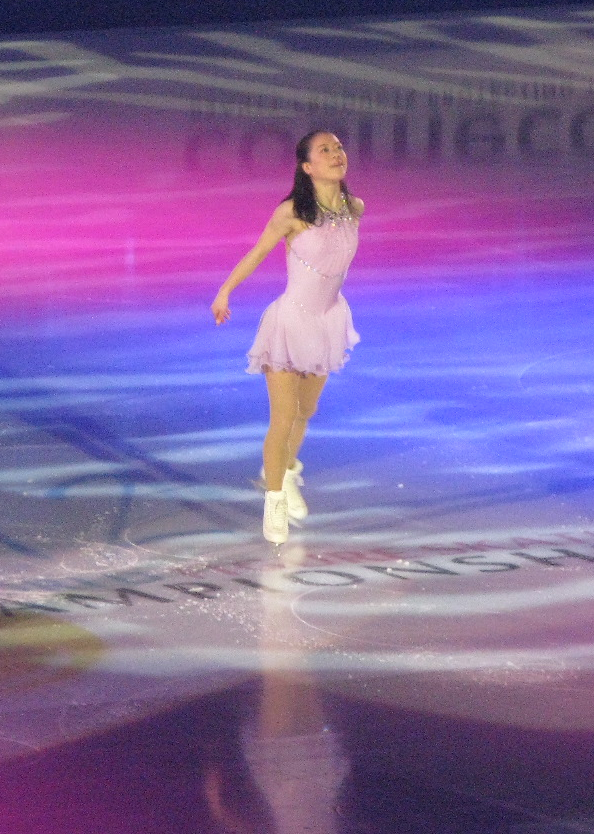
Akiko Suzuki.

| Pos.                                                  | Nome                     | Nacionalidade    | Pontos | RP         | PC         | PL         |
| ----------------------------------------------------- | ------------------------ | ---------------- | ------ | ---------- | ---------- | ---------- |
| Medalha de ouro                                       | Carolina Kostner         | Itália           | 189.94 | —          | 61.00 (3)  | 128.94 (1) |
| Medalha de prata                                      | Alena Leonova            | Rússia           | 184.28 | —          | 64.61 (1)  | 119.67 (4) |
| Medalha de bronze                                     | Akiko Suzuki             | Japão            | 180.68 | —          | 59.38 (5)  | 121.30 (2) |
| 4                                                     | Ashley Wagner            | Estados Unidos   | 176.77 | —          | 56.42 (8)  | 120.35 (3) |
| 5                                                     | Kanako Murakami          | Japão            | 175.41 | —          | 62.67 (2)  | 112.74 (5) |
| 6                                                     | Mao Asada                | Japão            | 164.52 | —          | 59.49 (4)  | 105.03 (6) |
| 7                                                     | Zhang Kexin              | China            | 157.57 | —          | 55.00 (9)  | 102.57 (7) |
| 8                                                     | Valentina Marchei        | Itália           | 150.10 | 88.92 (4)  | 52.14 (11) | 97.96 (9)  |
| 9                                                     | Ksenia Makarova          | Rússia           | 149.48 | —          | 58.51 (6)  | 90.97 (14) |
| 10                                                    | Elene Gedevanishvili     | Geórgia          | 149.20 | —          | 58.49 (7)  | 90.71 (15) |
| 11                                                    | Viktoria Helgesson       | Suécia           | 148.54 | —          | 54.19 (10) | 94.35 (11) |
| 12                                                    | Yrétha Silété            | França           | 148.18 | —          | 48.42 (15) | 99.76 (8)  |
| 13                                                    | Elena Glebova            | Estônia          | 144.28 | 92.52 (2)  | 49.04 (14) | 95.24 (10) |
| 14                                                    | Jenna McCorkell          | Reino Unido      | 143.84 | 95.63 (1)  | 50.42 (12) | 93.42 (12) |
| 15                                                    | Sonia Lafuente           | Espanha          | 140.24 | 91.84 (3)  | 47.36 (18) | 92.88 (13) |
| 16                                                    | Amelie Lacoste           | Canadá           | 138.60 | —          | 49.37 (13) | 89.23 (17) |
| 17                                                    | Natalia Popova           | Ucrânia          | 136.36 | 77.57 (8)  | 46.60 (20) | 89.76 (16) |
| 18                                                    | Juulia Turkkila          | Finlândia        | 135.56 | —          | 47.75 (17) | 87.81 (18) |
| 19                                                    | Polina Korobeynikova     | Rússia           | 129.98 | 81.70 (7)  | 46.71 (19) | 83.27 (19) |
| 20                                                    | Sarah Hecken             | Alemanha         | 129.20 | —          | 46.39 (21) | 82.81 (20) |
| 21                                                    | Kerstin Frank            | Áustria          | 126.17 | 85.09 (5)  | 45.80 (22) | 80.37 (21) |
| 22                                                    | Alissa Czisny            | Estados Unidos   | 124.11 | —          | 48.31 (16) | 75.80 (22) |
| 23                                                    | Romy Buhler              | Suíça            | 116.21 | 81.74 (6)  | 44.02 (24) | 72.19 (23) |
| 24                                                    | Alisa Mikonsaari         | Finlândia        | 110.40 | —          | 44.16 (23) | 66.24 (24) |
| Não avançaram para a patinação livre / programa longo |                          |                  |        |            |            |            |
| 25                                                    | Victoria Muniz           | Porto Rico       | FNR    | 75.06 (9)  | 43.27 (25) |            |
| 26                                                    | Isabelle Pieman          | Bélgica          | FNR    | —          | 38.45 (26) |            |
| 27                                                    | Alina Fjodorova          | Letônia          | FNR    | 73.64 (10) | 38.06 (27) |            |
| 28                                                    | Kwak Min-Jeong           | Coreia do Sul    | FNR    | —          | 36.91 (28) |            |
| 29                                                    | Clara Peters             | Irlanda          | FNR    | 73.36 (11) | 34.03 (29) |            |
| 30                                                    | Lejeanne Marais          | África do Sul    | FNR    | 70.50 (12) | 32.22 (30) |            |
| Não avançaram para o programa curto                   |                          |                  |        |            |            |            |
| 31                                                    | Melinda Wang             | Taipé Chinesa    | —      | 70.43 (13) |            |            |
| 32                                                    | Reyna Hamui              | México           | —      | 69.84 (14) |            |            |
| 33                                                    | Sila Saygi               | Turquia          | —      | 68.85 (15) |            |            |
| 34                                                    | Inga Janulevičiūtė       | Lituânia         | —      | 68.51 (16) |            |            |
| 35                                                    | Karina Johnson           | Dinamarca        | —      | 68.46 (17) |            |            |
| 36                                                    | Mimi Tanasorn Chindasook | Tailândia        | —      | 67.62 (18) |            |            |
| 37                                                    | Fleur Maxwell            | Luxemburgo       | —      | 67.44 (19) |            |            |
| 38                                                    | Kwak Min-Jeong           | Coreia do Sul    | —      | 67.17 (20) |            |            |
| 39                                                    | Dasa Grm                 | Eslovênia        | —      | 66.45 (21) |            |            |
| 40                                                    | Chantelle Kerry          | Austrália        | —      | 65.48 (22) |            |            |
| 41                                                    | Eliška Březinová         | República Tcheca | —      | 65.47 (23) |            |            |
| 42                                                    | Anine Rabe               | Noruega          | —      | 64.92 (24) |            |            |
| 43                                                    | Sabina Măriuţă           | Romênia          | —      | 64.52 (25) |            |            |
| 44                                                    | Alexandra Kunova         | Eslováquia       | —      | 61.09 (26) |            |            |
| 45                                                    | Georgia Glastris         | Grécia           | —      | 60.49 (27) |            |            |
| 46                                                    | Ami Parekh               | Índia            | —      | 58.06 (28) |            |            |
| 47                                                    | Zhaira Costiniano        | Filipinas        | —      | 56.46 (29) |            |            |
| 48                                                    | Daniela Stoeva           | Bulgária         | —      | 56.38 (30) |            |            |
| 49                                                    | Marina Seeh              | Sérvia           | —      | 52.65 (31) |            |            |
| 50                                                    | Mirna Libric             | Croácia          | —      | 52.16 (32) |            |            |
| 51                                                    | Viktória Pavuk           | Hungria          | —      | 51.43 (33) |            |            |

### Duplas

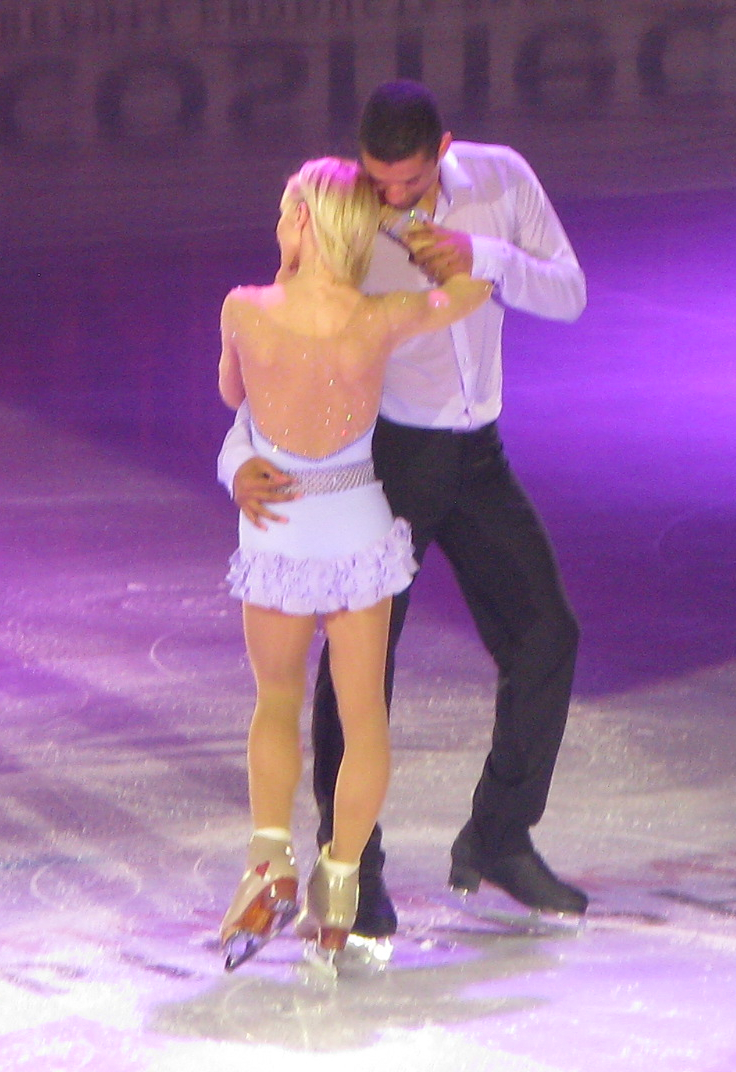
Aliona Savchenko / Robin Szolkowy.

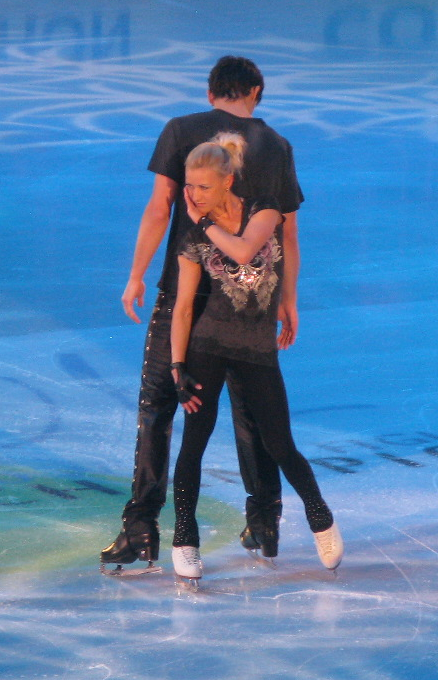
Tatiana Volosozhar / Maxim Trankov.

| Pos.                                                  | Nome                                      | Nacionalidade   | Pontos | RP         | PC         | PL          |
| ----------------------------------------------------- | ----------------------------------------- | --------------- | ------ | ---------- | ---------- | ----------- |
| Medalha de ouro                                       | Aliona Savchenko / Robin Szolkowy         | Alemanha        | 201.49 | —          | 68.63 (1)  | 132.86 (2)  |
| Medalha de prata                                      | Tatiana Volosozhar / Maxim Trankov        | Rússia          | 201.38 | —          | 60.48 (8)  | 140.90 (1)  |
| Medalha de bronze                                     | Narumi Takahashi / Mervin Tran            | Japão           | 189.69 | —          | 65.37 (3)  | 124.32 (3)  |
| 4                                                     | Pang Qing / Tong Jian                     | China           | 186.05 | —          | 67.10 (2)  | 118.95 (6)  |
| 5                                                     | Meagan Duhamel / Eric Radford             | Canadá          | 185.41 | —          | 63.69 (5)  | 121.72 (5)  |
| 6                                                     | Vera Bazarova / Yuri Larionov             | Rússia          | 183.68 | —          | 65.02 (4)  | 118.66 (7)  |
| 7                                                     | Yuko Kavaguti / Alexander Smirnov         | Rússia          | 182.42 | —          | 59.59 (11) | 122.83 (4)  |
| 8                                                     | Caydee Denney / John Coughlin             | Estados Unidos  | 180.37 | —          | 62.48 (7)  | 117.89 (8)  |
| 9                                                     | Sui Wenjing / Han Cong                    | China           | 179.44 | 116.57 (1) | 63.27 (6)  | 116.17 (9)  |
| 10                                                    | Mary Beth Marley / Rockne Brubaker        | Estados Unidos  | 170.90 | —          | 59.62 (10) | 111.28 (10) |
| 11                                                    | Stefania Berton / Ondřej Hotárek          | Itália          | 168.16 | —          | 60.39 (9)  | 107.77 (11) |
| 12                                                    | Jessica Dube / Sebastien Wolfe            | Canadá          | 156.36 | —          | 55.83 (12) | 100.53 (12) |
| 13                                                    | Maylin Hausch / Daniel Wende              | Alemanha        | 145.80 | —          | 48.48 (15) | 97.32 (13)  |
| 14                                                    | Mari Vartmann / Aaron Van Cleave          | Alemanha        | 143.29 | 90.68 (3)  | 47.91 (16) | 95.38 (14)  |
| 15                                                    | Nicole Della Monica / Matteo Guarise      | Itália          | 137.31 | 77.70 (7)  | 49.07 (14) | 88.24 (15)  |
| 16                                                    | Vanessa James / Morgan Ciprès             | França          | 130.70 | 96.48 (2)  | 50.51 (13) | 80.19 (16)  |
| Não avançaram para a patinação livre / programa longo |                                           |                 |        |            |            |             |
| 17                                                    | Danielle Montalbano / Evgeni Krasnopolski | Israel          | FNR    | 84.71 (5)  | 44.69 (17) |             |
| 18                                                    | Anais Morand / Timothy Leemann            | Suíça           | FNR    | 73.19 (8)  | 44.59 (18) |             |
| 19                                                    | Stacey Kemp / David King                  | Reino Unido     | FNR    | 89.30 (4)  | 39.33 (19) |             |
| 20                                                    | Ji Hyang Ri / Won Hyok Thae               | Coreia do Norte | FNR    | 84.28 (6)  | 36.23 (20) |             |
| Não avançaram para o programa curto                   |                                           |                 |        |            |            |             |
| 21                                                    | Lubov Bakirova / Mikalai Kamianchuk       | Bielorrússia    | —      | 71.58 (9)  |            |             |
| 22                                                    | Stina Martini / Severin Kiefer            | Áustria         | —      | 64.72 (10) |            |             |
| 23                                                    | Elizabeta Makarova / Leri Kenchadze       | Bulgária        | —      | 55.13 (11) |            |             |

### Dança no gelo
| Pos.                                     | Nome                                     | Nacionalidade    | Pontos | RP         | DC         | DL         |
| ---------------------------------------- | ---------------------------------------- | ---------------- | ------ | ---------- | ---------- | ---------- |
| Medalha de ouro                          | Tessa Virtue / Scott Moir                | Canadá           | 182.65 | —          | 72.31 (1)  | 110.34 (1) |
| Medalha de prata                         | Meryl Davis / Charlie White              | Estados Unidos   | 178.62 | —          | 70.98 (2)  | 107.64 (2) |
| Medalha de bronze                        | Nathalie Péchalat / Fabian Bourzat       | França           | 173.18 | —          | 69.13 (3)  | 104.05 (3) |
| 4                                        | Kaitlyn Weaver / Andrew Poje             | Canadá           | 166.65 | —          | 66.47 (4)  | 100.18 (4) |
| 5                                        | Elena Ilinykh / Nikita Katsalapov        | Rússia           | 161.00 | 92.40 (1)  | 65.34 (5)  | 95.66 (5)  |
| 6                                        | Anna Cappellini / Luca Lanotte           | Itália           | 160.62 | —          | 65.11 (6)  | 95.51 (6)  |
| 7                                        | Ekaterina Bobrova / Dmitri Soloviev      | Rússia           | 150.75 | —          | 58.29 (9)  | 92.46 (7)  |
| 8                                        | Maia Shibutani / Alex Shibutani          | Estados Unidos   | 144.72 | —          | 62.35 (7)  | 82.37 (11) |
| 9                                        | Ekaterina Riazanova / Ilia Tkachenko     | Rússia           | 144.43 | —          | 58.19 (10) | 86.24 (8)  |
| 10                                       | Madison Hubbell / Zachary Donohue        | Estados Unidos   | 143.95 | —          | 59.56 (8)  | 84.39 (10) |
| 11                                       | Nelli Zhiganshina / Alexander Gazsi      | Alemanha         | 141.36 | —          | 56.29 (11) | 85.07 (9)  |
| 12                                       | Huang Xintong / Zheng Xun                | China            | 130.27 | 79.69 (2)  | 51.35 (13) | 78.92 (13) |
| 13                                       | Kharis Ralph / Asher Hill                | Canadá           | 129.55 | —          | 50.75 (15) | 78.80 (14) |
| 14                                       | Penny Coomes / Nicholas Buckland         | Reino Unido      | 129.31 | 79.09 (4)  | 54.35 (12) | 74.96 (17) |
| 15                                       | Siobhan Heekin-Canedy / Dmitri Dun       | Ucrânia          | 128.75 | —          | 48.70 (17) | 80.05 (12) |
| 16                                       | Lorenza Alessandrini / Simone Vaturi     | Itália           | 126.89 | 73.96 (7)  | 51.18 (14) | 75.71 (16) |
| 17                                       | Julia Zlobina / Alexei Sitnikov          | Azerbaijão       | 126.57 | 77.80 (5)  | 48.15 (19) | 78.42 (15) |
| 18                                       | Isabella Tobias / Deividas Stagniūnas    | Lituânia         | 124.07 | —          | 50.22 (16) | 73.85 (19) |
| 19                                       | Sara Hurtado / Adrià Díaz                | Espanha          | 123.12 | 76.26 (6)  | 48.68 (18) | 74.44 (18) |
| 20                                       | Danielle O'Brien / Gregory Merriman      | Austrália        | 112.23 | 71.37 (8)  | 47.92 (20) | 64.31 (20) |
| Não avançaram para a dança livre / longa |                                          |                  |        |            |            |            |
| 21                                       | Pernelle Carron / Lloyd Jones            | França           | FNR    | —          | 47.75 (21) |            |
| 22                                       | Irina Shtork / Taavi Rand                | Estônia          | FNR    | 79.17 (3)  | 47.24 (22) |            |
| 23                                       | Zsuzsanna Nagy / Máté Fejes              | Hungria          | FNR    | 70.84 (10) | 45.70 (23) |            |
| 24                                       | Cathy Reed / Chris Reed                  | Japão            | FNR    | —          | 44.19 (24) |            |
| 25                                       | Anna Nagornyuk / Viktor Kovalenko        | Uzbequistão      | FNR    | 70.88 (9)  | 44.08 (25) |            |
| Não avançaram para a dança curta         |                                          |                  |        |            |            |            |
| 26                                       | Gabriela Kubová / Dmitri Kiselev         | República Tcheca | —      | 70.39 (11) |            |            |
| 27                                       | Federica Testa / Lukas Csolley           | Eslováquia       | —      | 68.42 (12) |            |            |
| 28                                       | Henna Lindholm / Ossi Kanervo            | Finlândia        | —      | 68.42 (13) |            |            |
| 29                                       | Alexandra Zvorygina / Maciej Bernadowski | Polônia          | —      | 68.29 (14) |            |            |
| 30                                       | Ramona Elsener / Florian Roost           | Suíça            | —      | 66.29 (15) |            |            |
| 31                                       | Alisa Agafonova / Alper Ucar             | Turquia          | —      | 64.61 (16) |            |            |
| 32                                       | Ksenia Pecherkina / Aleksandrs Jakushin  | Letônia          | —      | 62.15 (17) |            |            |
| 33                                       | Corenne Bruhns / Ryan Van Natten         | México           | —      | 61.11 (18) |            |            |
| 34                                       | Ekaterina Bugrov / Vasili Rogov          | Israel           | —      | 60.81 (19) |            |            |
| 35                                       | Cortney Mansour / Daryn Zhunussov        | Cazaquistão      | —      | 58.92 (20) |            |            |
| 36                                       | Barbora Silná / Juri Kurakin             | Áustria          | —      | 57.78 (21) |            |            |
| 37                                       | Alexandra Chistiakova / Dimitar Lichev   | Bulgária         | —      | 55.22 (22) |            |            |
| 38                                       | Lesia Valadzenkava / Vitali Vakunov      | Bielorrússia     | —      | 53.00 (23) |            |            |

## Quadro de medalhas
| Ordem | País           | Medalha de ouro | Medalha de prata | Medalha de bronze |    | Ordem por total |
| ----- | -------------- | --------------- | ---------------- | ----------------- | -- | --------------- |
| 1     | Canadá         | 2               |                  |                   | 2  | 2               |
| 2     | Alemanha       | 1               |                  |                   | 1  | 4               |
| 2     | Itália         | 1               |                  |                   | 1  | 4               |
| 4     | Rússia         |                 | 2                |                   | 2  | 2               |
| 5     | Japão          |                 | 1                | 3                 | 4  | 1               |
| 6     | Estados Unidos |                 | 1                |                   | 1  | 4               |
| 7     | França         |                 |                  | 1                 | 1  | 4               |
| TOTAL | TOTAL          | 4               | 4                | 4                 | 12 | —               |